# موشک گابریل
موشک گابریل(GABRIEL)، موشکی کوتاه برد و ضدکشتی جوار السطحی ساخت اسرائیل است.  در سال ۱۹۷۲ وارد ارتش اسرائیل شد و همچنین در جنگ یوم گیپور در سال ۱۹۷۳ استفاده شد. فناوری ساخت این موشک در سال۱۹۷۸ به تایوان صادر و در سال ۱۹۷۹ به آفریقای جنوبی صادر شد. کشورهای آرژانتین، برزیل، شیلی، اکوادور، مالزی، سنگاپور و تایلند دارای آین موشک می‌باشند.
گابریل توسط هواپیماهای فانتوم و انواع هواپیماهای تجسسی دریایی قابل پرتاب است. در سال ۱۳۴۹ دولت اسرائیل فشار زیادی به ایران برای خریداری این موشک وارد کرد که نهایتاً موفق نبود.

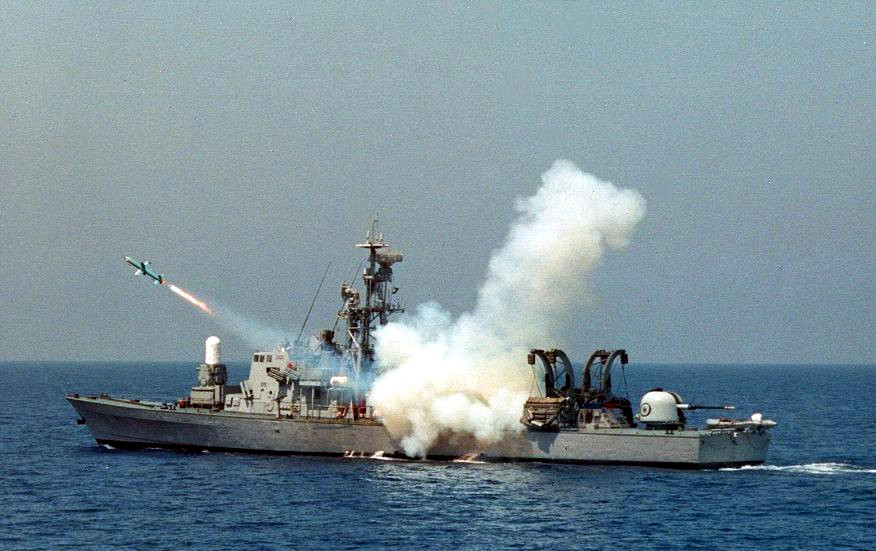
موشک گابریل در حال پرتاب

## مشخصات موشک

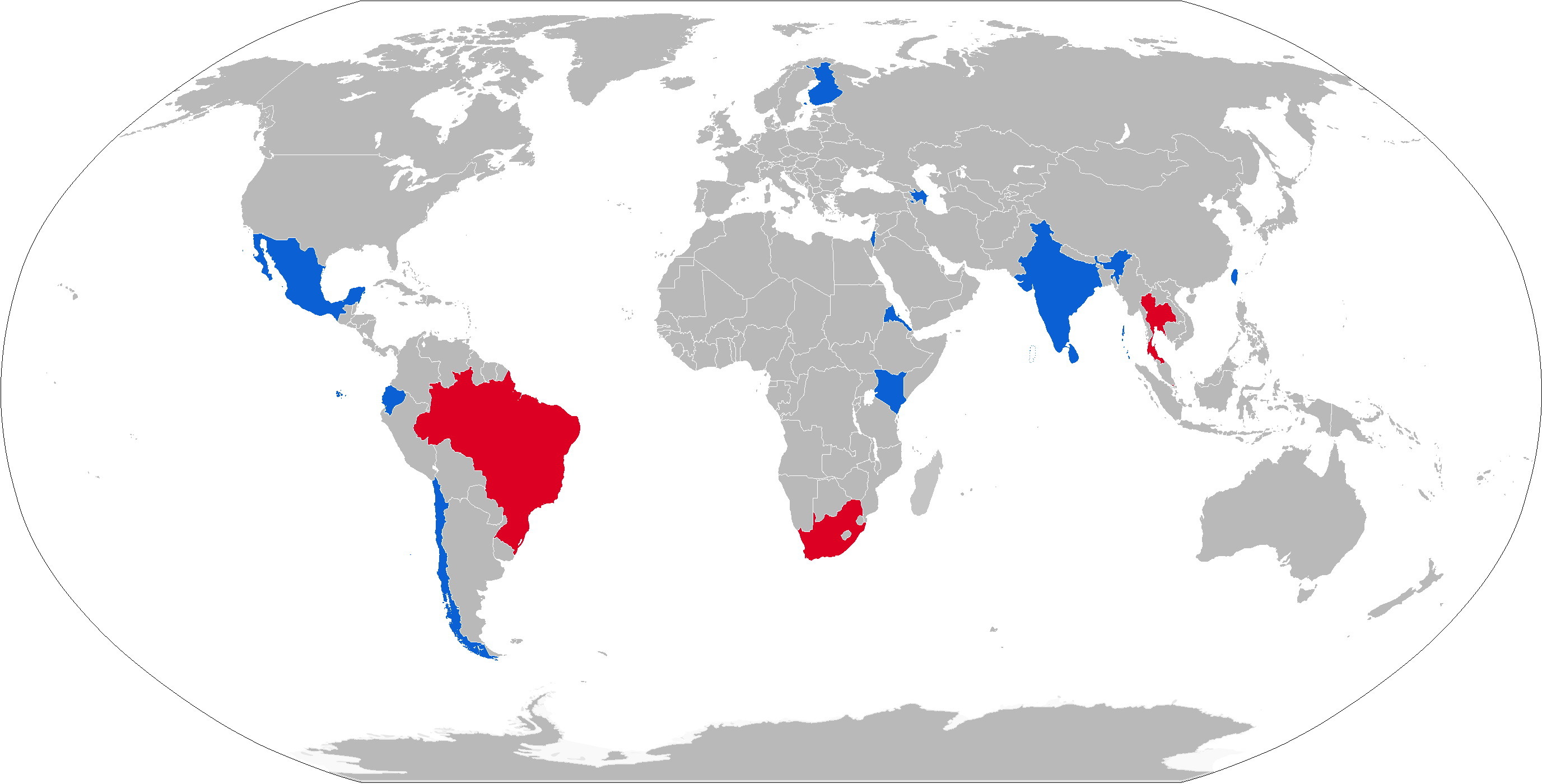
کشورهای استفاده کننده

- طول: ۸۹/۳ متر (مدل MK۳)
- قطر: ۳۴ سانتیمتر
- وزن: ۵۶ کیلوگرم
- برد: ۲۰۰ کیلومترکشورهای استفاده کننده